# Don Juan Matus
Don Juan Matus is een hoofdfiguur in de boeken van Carlos Castaneda. Castaneda beweerde dat het personage gebaseerd was op een werkelijk bestaande  Mexicaanse, indiaanse sjamaan die Carlos Castaneda bekend maakte met de cognitieve wereld van de sjamanen, die al duizenden jaren voor onze jaartelling in Mexico bestond, en die van generatie op generatie mondeling overgeleverd werd van de sjamaan naar zijn leerlingen/discipelen. 
Don Juan legde onder meer het volgende uit:
De cognitieve wereld van de magiër of sjamaan is geheel verschillend van de wereld van normale mensen, en deze kan alleen verkregen worden door de aangeleerde objectgeoriënteerde wereld los te laten en deze te vervangen door een nieuw proces van oriëntatie in een oneindige en complexe wereld. De normale mens gebruikt de rede van waaruit hij zich oriënteert, waaraan hij refereert, en waarmee hij zich identificeert. De sjamaan echter gebruikt -in plaats van de rede- zijn wil om de betekenissen van gebeurtenissen op een andere manier te interpreteren. De wil is veel omvattender dan de rede, en verbindt de mens weer met de kennendheid zonder gedachtenstroom en zonder zelfreflectie, zoals de vroege mens die had.